# Savigliano
Savigliano (piemontesisch Savijan) ist eine Kleinstadt in der italienischen Provinz Cuneo (CN), Region Piemont.

## Lage und Einwohner
Savigliano liegt 33 km nördlich von der Provinzhauptstadt Cuneo und knapp 55 km südlich von Turin auf einer Höhe von 320 m s.l.m.. Das Gemeindegebiet umfasst eine Fläche von 110,74 km² und hat 21.774 Einwohner (Stand 31. Dezember 2023). Zur Gemeinde zählen auch die Fraktionen (Frazioni) Apparizione, Canavere, Levaldigi, San Giacomo, San Grato, Sanità, San Salvatore, Santa Rosalia, Solere, Solerette, Suniglia, Tetti Vigna, Cavallotta, Maresco, Tetti Roccia, Rigrasso und Tetti Chiamba. 
Die Nachbargemeinden sind Cavallermaggiore, Cervere, Fossano, Genola, Lagnasco, Marene, Monasterolo di Savigliano, Scarnafigi, Verzuolo, Villafalletto und Vottignasco.

## Geschichte

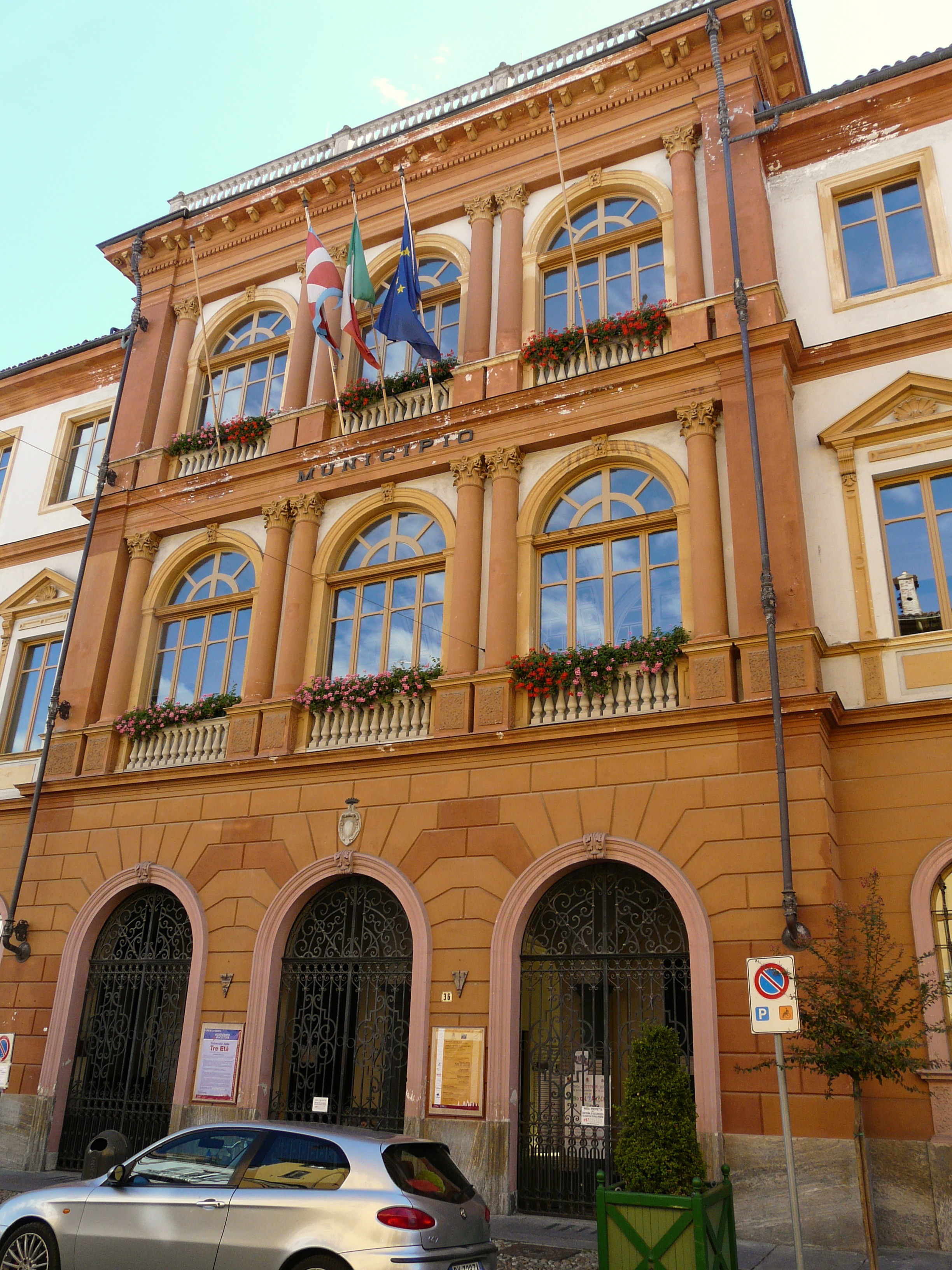
Stadtverwaltung von Savigliano

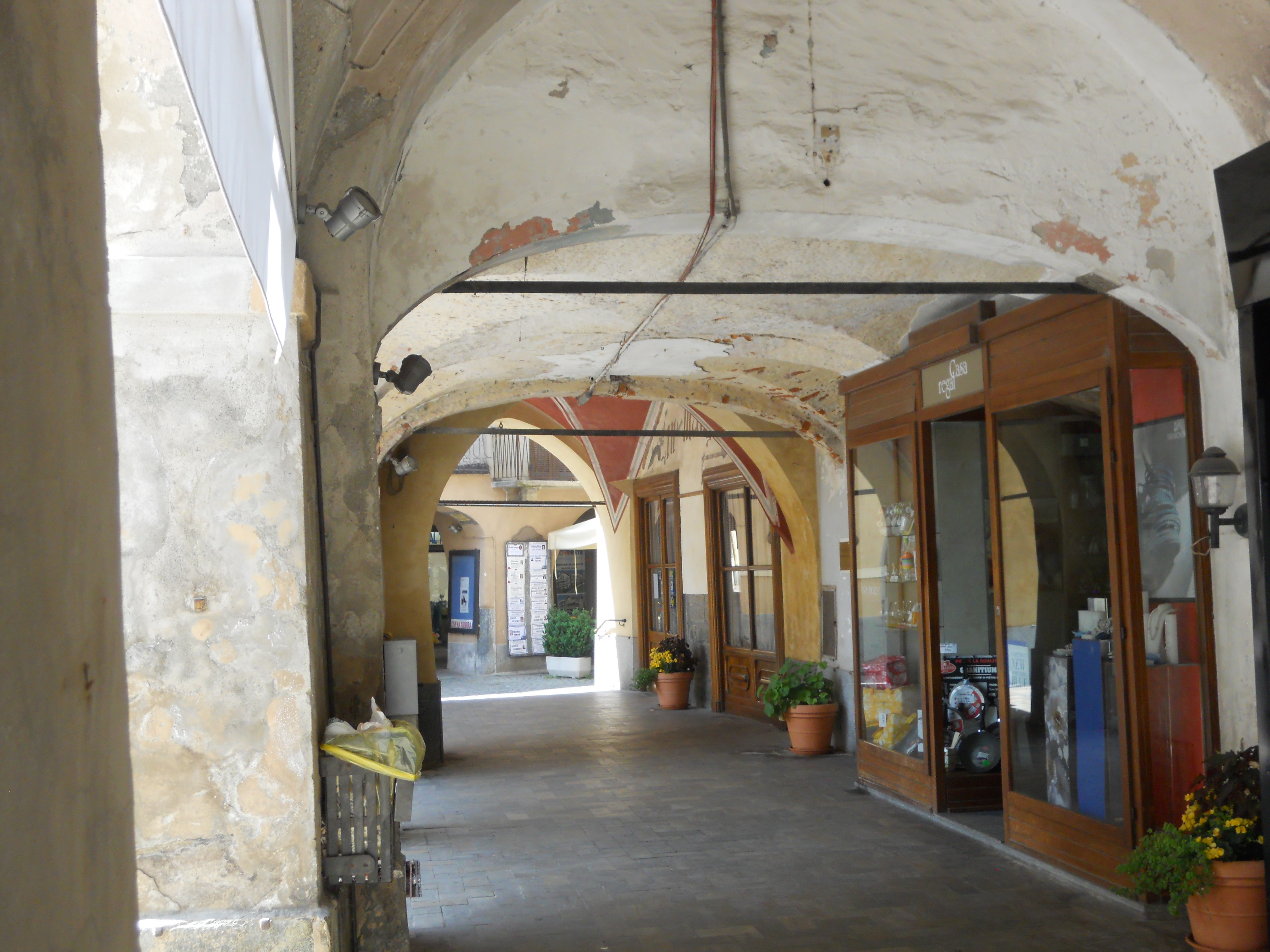
Unter den Arkaden

Die bereits 981 erwähnte Siedlung wurde im 14. Jahrhundert Teil der Markgrafschaft Saluzzo, fiel 1548 an Frankreich und 1601 an das Herzogtum Savoyen.
Bis zum 18. Jahrhundert spielte die befestigte Stadt eine wichtige strategische Rolle. 1853 durch die Eisenbahn erschlossen, wurde Savigliano ein wichtiger Standort für die Textil- und Maschinenbauindustrie. Die Eisenbahnwerke, 1880 als SNOS gegründet, wurden 1973 von FIAT übernommen und gehören heute zum französischen Konzern Alstom.

## Sehenswürdigkeiten
Historisches Zentrum der Stadt ist die langgestreckte Piazza Santorre di Santarosa. Vor allem an ihrer Westseite zeigt sie alte Bausubstanz. Die zum Markt hin sich öffnenden Arkaden beruhen auf spätgotischen Bauvorschriften. Noch mittelalterlich sind die Häuser Nr. 51, 53–54, 60–64 und 12. Im Kern gotisch ist auch der barock ergänzte Torre del Comune (Nr. 47).
Im Norden schließt sich die jüngere Piazza del Popolo mit ihrer klassizistischen  Markthalle an, im Süden die Via S. Andrea, wo die gleichnamige Pfarrkirche (1699–1757) mit ihrem Glockenturm im Stil des Rokoko dem frühbarocken Palazzo Taffini (Nr. 53, Sparkasse) gegenüberliegt. Sein Innenhof wird von dreigeschossigen Arkaden umzogen. Den Festsaal stattete um 1640 Giovanni Antonio Molineri mit gemalten Gobelins aus, die unter einem Deckenfresko mit dem Triumph der Siegesgöttin die Feldzüge des Savoyerherzogs Vittorio Amadeos I. († 1637) verherrlichen.
Etwa gleichzeitig entstand der nahegelegene Palazzo Muratori Cravetta mit seinem künstlerisch reich dekorierten Innenhof.
Sehenswert ist ferner das Museo Ferroviario Piemontese mit alten Dampf- und Drehstromlokomotiven, aber auch dem Diesel-Pendolino und den TML-Prototypdrehgestellen sowie den Mockups der Führerstände von ETR 450 und ETR 460. In Savigliano werden die Pendolino-Neigezüge vom ETR 401 bis zum ETR 610 hergestellt.

## Städtepartnerschaften
- Pilos, seit 1962
- Mormanno, seit 1989
- Villa María, seit 2000

## Söhne und Töchter
- Luigi Nazari di Calabiana (1808–1893), Erzbischof von Mailand
- Teresa Milanollo (1827–1904), Violinistin und Komponistin
- Maria Milanollo (1832–1848), Violinistin
- Giovanni Schiaparelli (1835–1910), Astronom
- Selige Giuseppina Gabriella Bonino (1843–1906), Ordensschwester und Ordensgründerin, Patronin der Familien
- Claudio Trezzani (1881–1955), Offizier
- Renato Traiola (1924–1988), Wasserballspieler
- João Bergese (1935–1996), römisch-katholischer Geistlicher, Erzbischof von Pouso Alegre in Brasilien
- Guido Fiandino (* 1941), katholischer Geistlicher, emeritierter Weihbischof in Turin
- Luca Filippi (* 1985), italienischer Automobilrennfahrer
- Elisa Sednaoui (* 1987), Schauspielerin und Model